# Angiospermes basales
— non classé —

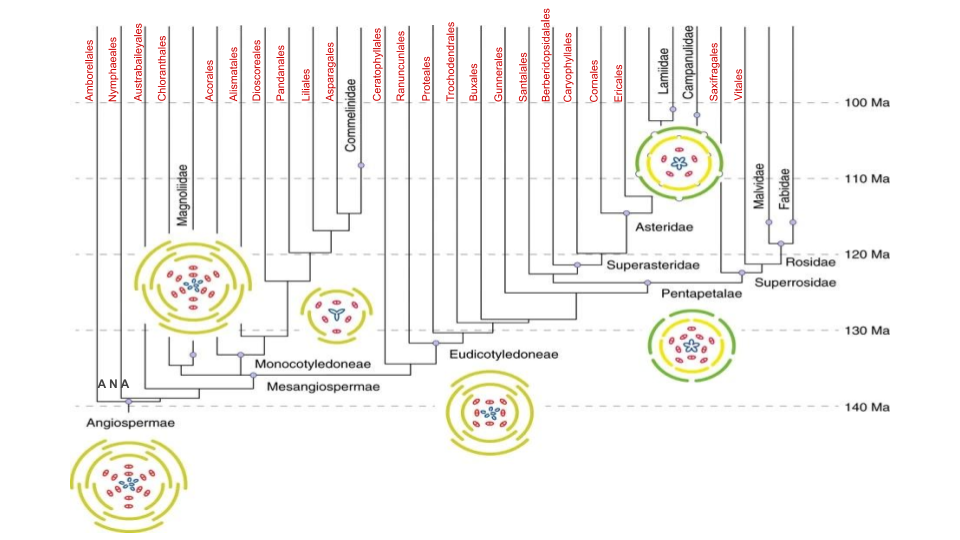
Évolution de l'architecture florale des Angiospermes, représentée par les diagrammes floraux.

Les Angiospermes basales (en anglais Basal angiosperms), encore appelées ANA (anciennement ANITA), sont les plantes à fleurs (Angiospermes) les plus archaïques (fleur spiralée, périanthe à tépales, pollen monoaperturé, carpelles libres).
L'acronyme ANITA était construit sur les initiales des différents taxons (ordres et familles) que comprenait cet ensemble de plantes, à savoir :
Cependant, selon la classification APG IV (2016), les Illiaceae et les Trimeniaceae (aujourd'hui appelée les Schisandracées) ont été intégrées à l'ordre des Austrobaileyales, d'où la dénomination actuelle de clade ANA.
Elles regroupent 175 espèces situées dans les groupes précités.
Cependant, il s'agit d'un groupe paraphylétique, raison pour laquelle il est peu utilisé dans la littérature scientifique.
Les analyses moléculaires ont permis aux botanistes de préciser la structure des Protoangiospermes.

## Classification
La classification phylogénétique, situerait les Angiospermes basales comme suit :
- clade des Angiospermes = sous-classe des Magnoliidae
  - Angiospermes basales - ANA
    - ordre des Amborellales (un ordre monospécifique)
    - ordre des Nymphaeales
    - ordre des Austrobaileyales
      - famille des Illiciaceae
      - famille des Trimeniaceae

  - Mesangiospermae
    - ordre des Chloranthales
      - famille des Chloranthaceae

    - clade des Magnoliidées (anglais magnoliids ou Magnoliidae) = super-ordre des Magnolianae
    - clade des Monocotylédones (anglais monocots) = super)ordre des Lilianae
    - clade probable frère des Dicotylédones vraies
      - ordre des Ceratophyllales

    - clade des « Dicotylédones vraies » ou Eudicotylédones (anglais eudicots ou eudicotyledons)

La classification phylogénétique APG II (2003) et classification phylogénétique APG III (2009) ont ensuite déconstruit ANITA, le groupe paraphylétique se structurant de la manière suivante :
« A (Amborellales), N  (Nymphaeales), puis l'ensemble monophylétique ITA (Illiciacées, Trimeniacées, Austrobaileyacées) formant l'ordre des Austrobaileyales, en groupe frère des Euangiospermes ».